# Илиохипогастрични нерв
Илиохипогастрични нерв је мешана грана лумбалног плексуса. Настаје као једно дебло заједно са илиоингвиналним нервом из предње/вентралне гране Л1 корена кичменог нерва. Нерв почиње свој ток на задњем трбушном зиду, излазећи из горње границе псоас мајор мишића. Затим прелази укосо на предњи трбушни зид, пролазећи између предњих трбушних мишића.
Будући да је мешовити нерв, илиохипогастрични нерв обезбеђује и моторну и сензорну инервацију трбушних мишића, као и сензорну инервацију коже постеролатералног глутеалног и супрапубичног региона.

## Анатомија
Илиохипогастрични нерв настаје из предњег гране Л1 кичменог нервног корена лумбалног плексуса, заједно са илиоингвиналним нервом.
Након што изађе из горње бочне границе малог слабинског мишића (лат. m. psoas minor), илиохипогастрични нерв пролази инферолатерално, постериорно од доњег пола бубрега и испред четвороугаоног слабинског мишића (лат. musculus quadratus lumborum) .
Док иде ка предњем трбушном зиду, илиохипогастрични нерв пробија попречни трбушни мишић позади, непосредно изнад илијачног гребена и наставља се напред између попречног трбушног мишића  (лат. m. transversus abdominis) и унутрашњег косог трбушног мишића  (лат. m. obliquus abdominis internus)

### Гране
Док пролази између попречног трбушног мишића (лат. m. transversus abdominis)  и унутрашњег косог трбушног мишића , илиохипогастрични нерв даје две гране: бочну кожну и предњу кожну грану.

#### Бочна кожна грана
Бочна или латерална кожна грана пробија и унутрашње и спољашње косе мишиће трбухакоји су супериорнији од илијачног гребена да би снабдевали постеролатералне делове глутеалне коже.

#### Предња кожна грана
Предња кожна грана се наставља напред између унутрашњих косих трбушних мишића и попречног трбушног мишића, инервишући оба мишића. Она пробија унутрашњи коси мишић око 2 цм медијално од предње горње илијачне кичме. Ова грана затим пролази кроз апонеурозу спољашњег косог трбушног мишића око 3 цм изнад површног ингвиналног прстена да би снабдевала кожу изнад пубичне области.

## Функција

### Сензорна функција
Нерв снабдева чулним влакнима спољашње косе трбушне мишиће, унутрашње косе трбушне мишиће и трансверсус абдоминис мишиће. Илиохипогастрични такође снабдева кожу супрапубичног региона и постеролатералног аспекта глутеалног региона.

### Моторна функција
Илиохипогастрични нерв такође снабдева моторна влакна трансверсус абдоминис и унутрашње косне трбушне мишиће. Такође инервира спојну тетиву, тетиву формирану од заједничке апонеурозе трансверсуса абдоминиса и унутрашњих косих мишића.

## Клинички значај
Оштећење илиохипогастричног нерва ретко је изоловано и могу бити захваћени и други нерви. Повремено може доћи до повреде током операције са косим отвореним приступом слепом цреву. Оштећење илиохипогастричног нерва може се десити и у попречним резовима доњег трбуха, на пример током хистеректомије. Приметан сензорни губитак је реткост, јер супрапубична кожа добија инервацију од више нерава.
Повреде нерва могу настати због:
- директна хируршка траума или услед укљештења нерва у ожиљним ткивом након хируршке процедуре.
- повреде у спорту, као што су кидање мишића или трауме,
- оштећење нерва се такође ретко може јавити у трудноћи због брзог ширења стомака које се јавља у трећем триместру. Ово се назива идиопатски илиохипогастрични синдром.
- траума или укљештење илиохипогастричног нерва може изазвати пекући бол у супрапубичном и ингвиналном региону. Лечење се спроводи ињекцијом локалног анестетика, лековима за ублажавање болова као што су антиинфламаторни или физикалном терапијом као што је криотерапија.

Подела илиохипогастричног нерва изнад нивоа предње горње илијачне кичме може изазвати слабљење задњег зида ингвиналног канала. Ово може довести до директног формирања киле.